# Kung Fury
Kung Fury es un mediometraje sueco de comedia y artes marciales de 2015 escrito, dirigido y protagonizando por David Sandberg. Hace homenaje a los filmes de artes marciales y películas de acción policiales de la década de 1980. La película fue financiada con la modalidad de micromecenazgo a través del sitio web Kickstarter desde diciembre de 2013 a enero de 2014, logrando alcanzar la cifra US$630.019, superando el objetivo original de $200.000, pero faltándole poco para lograr el objetivo secundario de lograr un largometraje con $1 millón de dólares. Fue seleccionado a la sección Quinzaine des Réalisateurs (Quincena de los Realizadores) del Festival de Cannes de 2015, perdiendo ante el corto Rate Me del Reino Unido.

## Argumento
En 1985, el detective del Departamento de Policía de Miami-Dade Kung Fury y su compañero Dragon persiguen a un ninja rojo en un callejón, pero Dragon es cortado por la mitad por el ninja mientras Kung Fury es súbitamente golpeado por un relámpago y mordido por un cobra a la vez, lo que le da extraordinarios poderes de kung fu que le permiten derrotar a su enemigo. Un día después de haber derrotado a una máquina de arcade robótica, Kung Fury deja la fuerza cuando le es asignado como compañero Triceracop, temiendo perder a otro compañero en cumplimiento del deber. Entretanto, Adolf Hitler, también conocido como "Kung Führer", aparece en esta línea temporal y dispara contra el jefe de policía y el edificio policial a través de un teléfono celular. Tratando de vengar a su jefe, Kung Fury es ayudado por el experto en informática Hackerman para hacerlo regresar en el tiempo a fin de matar a Hitler en la Alemania nazi. Sin embargo, un error en el sistema lo termina haciendo retroceder hasta la época vikinga. Tras esto, Kung Fury se encuentra con las guerreras vikingas Barbarianna y Katana, y el dios nórdico Thor lo envía a la Alemania nazi para concluir su trabajo.
A su llegada, Kung Fury masacra a centenares de soldados nazis solo con sus habilidades de kung fu, pero es disparado y herido de gravedad por Hitler quien utiliza una ametralladora Gatling oculta en su podio. Repentinamente, Thor, Hackerman, Triceracop, las guerreras vikingas y un tiranosaurio irrumpen en ese momento y matan al resto del ejército nazi, mientras el tiranosaurio lucha contra la Reichsadler (águila heráldica) robótica de Hitler. Atrapado en el limbo entre la vida y la muerte, Kung Fury se encuentra con su espíritu guardián (una cobra) con quién discute ya que debe volver y acabar con Hitler. Después de ser revivido con completa salud por Hackerman, Kung Fury le da a Hitler un uppercut antes de que Thor descargue su martillo sobre el dirigente nazi y su águila robot. Dando por cumplida su misión, Kung Fury regresa a su época.
De vuelta al Miami de 1985, Kung Fury una vez más batalla y derrota a la máquina de arcade robótica, pero nota una esvástica en el cuerpo del robot mientras Hitler y su Reichsadler llegan a 1985, jurando vengarse de Kung Fury.

## Reparto
- David Sandberg como Kung Fury, un detective de Miami que posee un nuevo y potente estilo de kung fu después de ser golpeado por un relámpago y mordido por una cobra, convirtiéndose en "el elegido" como fue predicho por una profecía antigua.
- Jorma Taccone como Adolf Hitler, también denominado como "Kung Führer", quien busca convertirse en el artista marcial más grande al viajar a través del tiempo para matar al "elegido".[6]
- Steven Chew como Dragon, el compañero de Kung Fury que es asesinado por un ninja rojo.
- Leopold Nilsson como Hackerman, un experto en informática que puede transformarse en un robot y tiene un guante con el que viaja en el tiempo hackeando mágicamente.
- Andreas Cahling como Thor (con voz de Per-Henrik Arvidius), el dios nórdico del trueno.
- Erik Hornqvist como Triceracop (con voz de Frank Sanderson), un policía mitad hombre, mitad Triceratops que es asignado como el nuevo compañero de Kung Fury.
- Per-Henrik Arvidius como el Jefe de policía.
- Eleni Young como Barbarianna.
- Helene Ahlson como Katana (con voz de Yasmina Suhonen).
- Eos Karlsson como el Ninja Rojo.
- Magnus Betnér como el coronel Reichstache.
- Björn Gustafsson como el soldado Lahmstache.
- David Hasselhoff como Hoff 9000 (voz).
- Frank Sanderson como Cobra/Dinomite.

## Producción

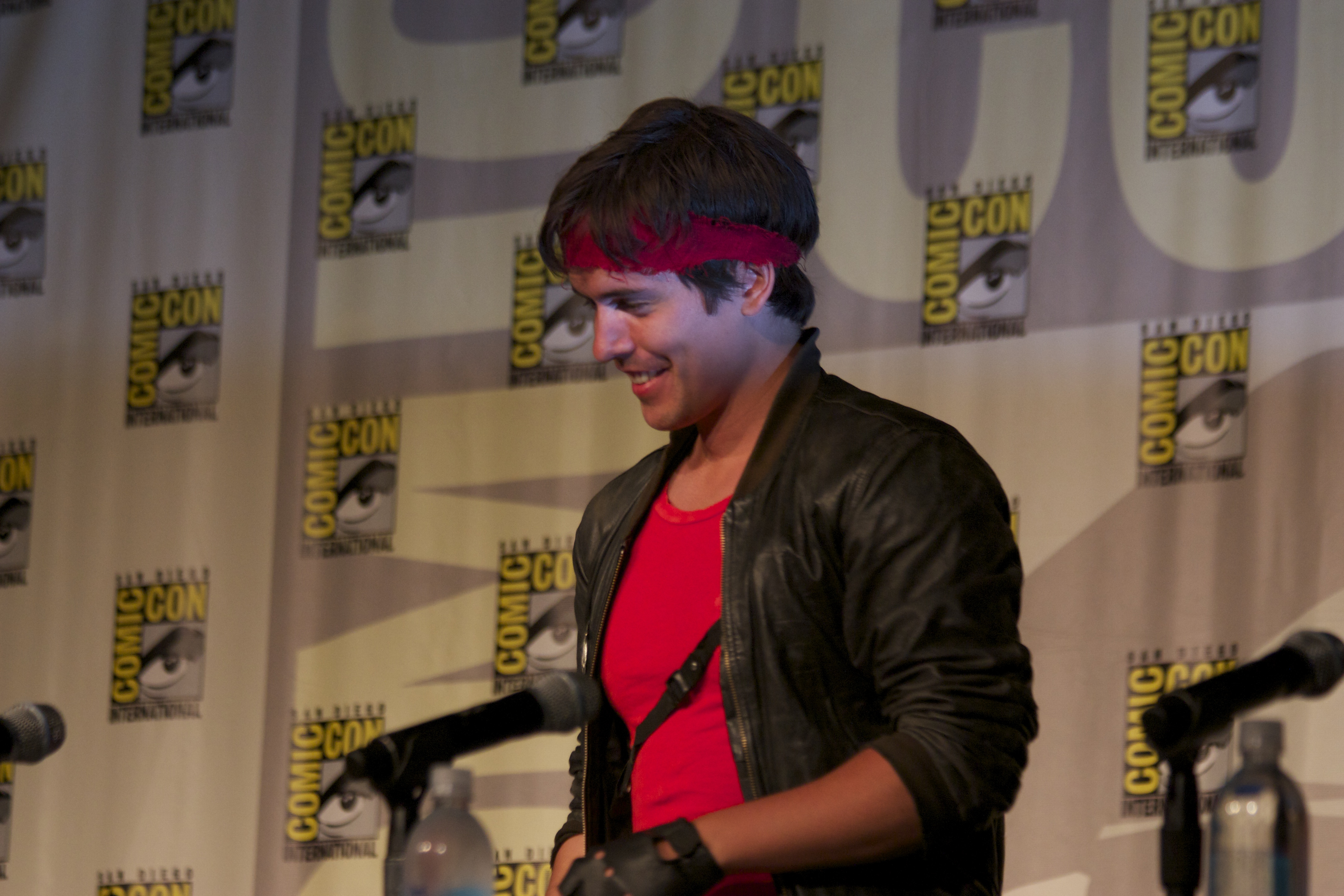
El director David Sandberg caracterizado como Kung Fury en la Convención Internacional de Cómics de San Diego de 2015.

David Sandberg es un cineasta sueco que ha dirigido videos musicales y anuncios televisivos. En 2012, dejó el negocio de la dirección de comerciales y se enfocó en la escritura de un guion para una película de comedia situada en la década de 1980, inspirado por las películas de acción de aquellos años. Inicialmente gastó 5 000 dólares en la producción y la grabación de imágenes con sus amigos, cuyo resultado fue el tráiler.
En diciembre de 2013, Sandberg lanzó el tráiler y empezó una campaña en Kickstarter para financiar la producción de la película con el objetivo de recaudar 200 000 dólares para producir una versión de 30 minutos de la película y difundirla libremente en Internet. Un segundo objetivo fue añadido para lograr $1 millón a fin de reescribir la historia como un largometraje y llegar a un posible acuerdo de distribución. La mayoría de las imágenes sin editar sobre pantalla verde habían sido filmadas utilizando una cámara Canon EOS 5D Mark III y una Sony FS700, pero la financiación adicional fue necesaria para realizar la posproducción.
La campaña de Kickstarter terminó el 25 de enero de 2014, con 630 019 dólares prometidos por 17 713 partidarios.

### Filmación
Debido al presupuesto limitado, Sandberg filmó la mayor parte de la película en su oficina en Umeå, Suecia, utilizando efectos digitales para replicar las calles de Miami. Como solo pudo adquirir un uniforme policial durante la producción del tráiler, filmó la escena en el edificio policial grabando a cada extra por separado y uniéndolos posteriormente. La escena con un único fotograma en la que Kung Fury lucha con docenas de soldados nazis fue conseguida al combinar una toma primaria con los movimientos de Sandberg con cerca de 60 tomas de los extras individuales que lo atacan.
El 30 de julio de 2014, Sandberg anunció que él y su equipo habían empezado a filmar imágenes nuevas, con los 30 partidarios a quienes prometió estar en la película como extras. Se realizó la filmación en Estocolmo de las escenas adicionales y efectos especiales.
A fin de mantener el ambiente de los años 80 en la película, los artistas de efectos visuales suavizaron la claridad de la película y añadieron efectos de desgaste propios de una videocinta para dar la ilusión de estar viendo una gastada copia de VHS reproducida en un aparato VCR antiguo. Un ejemplo de este efecto es la escena donde la guerrera vikinga Katana invoca a Thor. La escena original en el tráiler mostraba a Joanna Häggblom como Katana, pero debido a que Häggblom fue reemplazada por Helene Ahlson para la película como tal, se añadieron efectos de distorsión y arañazos visuales a la escena para enmascarar el cambio de reparto.

### Banda sonora
La banda sonora fue compuesta por los músicos suecos de synthwave Mitch Murder y Lost Years, con música adicional realizada por Patrik Öberg, Christoffer Ling, Highway Superstar, y Betamaxx. El álbum de la banda sonora oficial fue lanzado en disco de vinilo el 8 de julio de 2015.
El video musical de David Hasselhoff con el tema "True Survivor" debutó el 16 de abril de 2015. Empieza con una escena alterada del tráiler en la que en lugar de que el auto de la policía explote en el medio del aire por el ataque de unos matones con ametralladoras, Hasselhoff da vuelta a la situación y le dispara a los matones desde el auto en pleno vuelo. El video muestra a Hasselhoff cantando junto a una réplica de un Lamborghini Countach blanco, con imágenes de la película, así como una escena final en la que él y Kung Fury montan al tiranosaurio; Hasselhoff reemplaza a Katana, quién aparece con Kung Fury sobre el tiranosaurio en el tráiler original. Ya el 2 de junio de 2015, el vídeo había alcanzado cerca de 19,7 millones de reproducciones en YouTube (42 millones en julio de 2020).

#### Lista de temas
| N.º | Título              | Escritor(es)                   | Artista           | Duración |  |
| 1.  | «Kung Fury»         | Mitch Murder                   | Mitch Murder      |          |  |
| 2.  | «True Survivor»     | Jörgen Elofsson & Mitch Murder | David Hasselhoff  |          |  |
| 3.  | «West Side Lane»    | Lost Years                     | Lost Years        |          |  |
| 4.  | «Redlining 6th»     | Betamaxx                       | Betamaxx          |          |  |
| 5.  | «Face Puncher»      | Mitch Murder                   | Mitch Murder      |          |  |
| 6.  | «The Final Stretch» | Mitch Murder                   | Mitch Murder      |          |  |
| 7.  | «Careful Shouting»  | Highway Superstar              | Highway Superstar |          |  |
| 8.  | «Enter the Fury»    | Mitch Murder                   | Mitch Murder      |          |  |
| 9.  | «Power Move»        | Mitch Murder                   | Mitch Murder      |          |  |
| 10. | «Phoenix Rising»    | Lost Years                     | Lost Years        |          |  |
| 11. | «From the Future»   | Mitch Murder                   | Mitch Murder      |          |  |
| 12. | «Barbarianna»       | Christoffer Ling               | Christoffer Ling  |          |  |
| 13. | «Nuclear»           | Lost Years                     | Lost Years        |          |  |

### Kung Fury (Lost Tapes)
Mitch Murder lanzó un segundo álbum de banda sonora por separado el 28 de agosto de 2015, el cual contiene temas que no fueron usados en la edición final de la película o que no fueron incluidos en el álbum original.

#### Lista de temas
| N.º | Título                     | Duración |  |
| 1.  | «Moment of Clarity»        | 1:13     |  |
| 2.  | «Playing for Keeps»        | 2:49     |  |
| 3.  | «Revenge»                  | 1:30     |  |
| 4.  | «Communication Device»     | 1:06     |  |
| 5.  | «Before the Storm»         | 1:49     |  |
| 6.  | «Street Brawler»           | 1:27     |  |
| 7.  | «Terminathor»              | 0:49     |  |
| 8.  | «Face Puncher (Alt. Take)» | 1:37     |  |
| 9.  | «Arrival»                  | 2:26     |  |
| 10. | «Action Tape»              | 1:30     |  |

## Lanzamiento
La película hizo su debut en el Festival de Cannes de 2015 y fue lanzada en YouTube, la plataforma de juego Steam, la cadena SVT2 en Suecia, y la cadena El Rey Network en los Estados Unidos, el 28 de mayo de 2015. El 1 de junio, la película recibió cerca de 10 millones de reproducciones en YouTube.

## Recepción crítica
Kung Fury recibió reseñas positivas. Tyler Richardson de Latino-Review le dio a la película una A, comentando que "Lo que Black Dynamite consiguió tan perfectamente con las películas de blaxploitation, esto lo hace maravillosamente con las películas policíacas de los 80s". Jonny Bunning de Bloody Disgusting le dio a la película una puntuación de tres y medio sobre cinco calaveras, diciendo que "Kung Fury es Los Vengadores si esta hubiera sido hecha en los 90s". Todd Brown de Twitch Film también alabó la película, llamándola "un asalto sin pausa de treinta minutos de extensión de algunos de los más increíbles gags visuales jamás reunidos en un solo sitio. Kung Fury conoce a su audiencia, la conoce condenadamente bien, y aunque tiene poco para ofrecer a cualquiera por fuera de su nicho particular, para las personas dentro de aquel nicho esto es oro puro". Scott Weinberg de Nerdist Industries la denominó "una pieza maestra de 31 minutos que se siente como si procediera de 1985 e impacta como cualquier sorprendente película de clase B en camino". Melissa Locker de Vanity Fair alabó la película, llamándola jocosamente "Naturalmente, la mejor película de todos los tiempos".

## Videojuego
Kung Fury: Street Rage es el videojuego que acompaña a la película, publicado por Hello There AB, el cual hace homenaje a los juegos clásicos de lucha como Streets of Rage, Double Dragon y Final Fight. Está disponible en Google Play, App Store, Steam y PlayStation Store. Una versión mejorada del juego, titulada Kung Fury: Street Rage - The Arcade Strikes Back, fue lanzada en Steam y PlayStation 4 en diciembre de 2015. El juego añade enemigos adicionales y permite a los jugadores pelear con los aliados de Kung Fury, Triceracop, Barbarianna y Hackerman.

## Largometraje
Sandberg trabaja con los productores Seth Grahame-Smith y David Katzenberg en una versión de largometraje fílmico de Kung Fury. En una entrevista con la revista Entertainment Weekly, él estableció que el proyecto sería un "inicio desde cero", ya que no contendría ningún metraje del corto original pero tendría lugar en el mismo universo de ficción. En febrero de 2018, se confirmó que los actores Michael Fassbender y Arnold Schwarzenegger, junto a Hasselhoff estelarizarán la nueva película.